# MKSA-måttsystemet
MKSA är ett enhetssystem som bygger på storheterna meter, kilogram, sekund och ampere och avlöste till stora delar CGS-systemet. Systemet uppstod 1939 då ampere lades till mks-enheterna. Systemet var grundläggande för Internationella måttenhetssystemet (SI), som introducerades 1960.